# Steadfast (Belize)
Steadfast oder Steadfast Community ist eine Siedlung im Stann Creek District von Belize. 2010 hatte der Ort 481 Einwohner.

## Geographie
Der Ort liegt in den Maya Mountains nördlich von North Stann Creek. Nach Norden erstreckt sich das Manatee Forest Reserve und der Billy-Barquedier-Nationalpark und nach Süden der Mayflower Bocawina National Park mit dem Sittee River Forest Reserve.
Die nächstgelegenen Orte sind Alta Vista im Osten und Valley Community im Westen, sowie Middlesex.

### Verkehr
Der Ort liegt am Hummingbird Highway, welcher im Nordwesten über Hummingbird Community und Armenia nach Belmopan führt und im Südosten über Pomona un Hope Creek nach Dangriga.
Von 1908 bis 1937 gab es mit der Stann Creek Railway eine Bahnlinie, welche von Dangriga bis Middlesex verlief und an Steadfast Community vorbeiführte.

## Wirtschaft
In der Umgebung von Steadfast Community, im Gebiet des Stann Creek Valley, werden in großem Umfang Zitrusfrüchte angebaut.